# Франке, Эгон (фехтовальщик)
Эгон Иоганн Франке (нем. Egon Johann Franke; 23 октября 1935 года, Глайвиц — 30 марта 2022 года, Турин) — польский фехтовальщик немецкого происхождения, олимпийский чемпион по фехтованию на рапирах (1964).

## Спортивная карьера
Эгон Франке был первым гражданином Польши, выигравшим золотую олимпийскую медаль в фехтовании. Он трижды участвовал в Олимпийских играх, всегда соревнуясь в фехтовании на рапирах. На Олимпийских играх 1960 года в Риме был членом команды, которая выбыла в четвертьфинале. На Олимпийских играх 1964 года в Токио стал чемпионом в личном зачёте на рапирах. На тех же Играх завоевал серебряную медаль в составе команды (вместе с Рышардом Парульским, Янушем Ружицким, Збигневом Скрудликом и Витольдом Войдой). Спустя четыре года, на Олимпиаде 1968 года в Мехико, он завоевал свою третью олимпийскую медаль — бронзу в команде (вместе с Адамом Лисевским, Парульским, Скрудликом и Войдой).
Франке также был бронзовым призёром чемпионата мира по фехтованию на рапирах в личном первенстве (в Гданьске в 1963 г.), а в составе команды чемпионом мира по фехтованию на саблях (1962 г. в Буэнос-Айресе), серебряным (в 1963 г. в Гданьске) и четыре раза бронзовым призёром по фехтованию на рапирах (1961 г. в Турине, 1962 г. в Буэнос-Айресе, 1966 г. в Москве и 1967 г. в Монреале).
Завоевал титул чемпиона Польши по фехтованию на рапирах (1962) и вице-чемпиона 1957 и 1967 годов. Также трижды становился чемпионом Польши в команде.
Занял 4-е место в голосовании газеты Przegląd Sportowy за лучшего спортсмена 1964 года.
Выступал в цветах «Budowlani Gliwice» (1952—1955), «CWKS Warszawa» (1955—1957) и «Piast Gliwice» (1957—1971).

## Личная жизнь
Родился перед Второй мировой войной в немецком Глайвице (сейчас польский Гливице). Его семья решила остаться в Польше в 1945 году (на их решение повлиял тот факт, что отец Франке не служил в армии, поскольку был инвалидом). Эгон начал учить польский только в 10 лет.
После завершения карьеры уехал с семьёй в 1975 году в Италию, где успешно работал тренером, также возглавляя национальную сборную по фехтованию. Он навсегда поселился в Италии со своей женой, но никогда не подавал на итальянское гражданство, у него также был дом в Польше.
Два его брата тоже занимались фехтованием, младший также стал тренером (живёт в Брауншвейге). Эгон Франке был женат (второй брак) на Эльжбете Франке, урождённой Цимерман, польской рапиристке и участнице Олимпийских игр. Старший сын Витольд от первого брака проживает в Гливице. Младший, Петр, живёт в Италии и работает тренером по фехтованию.

## Кино
- Эгон Франке, реж. Игнацы Щепаньский, 2005[7].